# Scherpenheuvel (De Hamert)

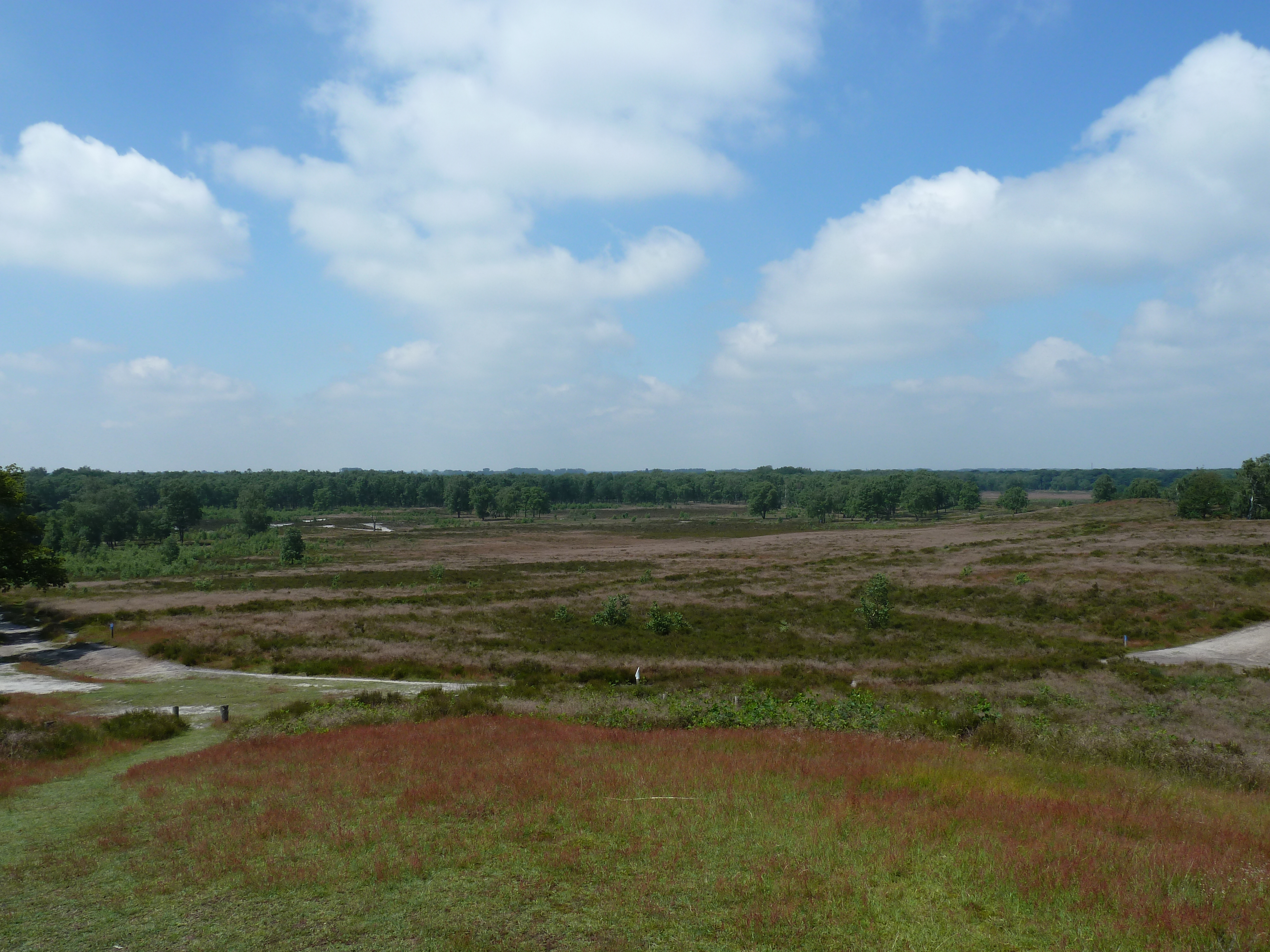
Zicht vanaf het Vorstengraf

De Scherpenheuvel op landgoed De Hamert in de gemeente Bergen is een van de grootste grafheuvels van Nederland. De grafheuvel uit de Nederlandse ijzertijd wordt om haar afmetingen ook wel vorstengraf genoemd. De (gerestaureerde) grafheuvel heeft een diameter van 24 meter en is 3 meter hoog. De heuvel wordt omgeven door een krans van palen.

## Geschiedenis
In 1985 werden de bomen gekapt die deze heuvel inmiddels bedekten. In 1992 werd de heuvel door de Rijksdienst voor het Oudheidkundig Bodemonderzoek door middel van enkele sleuven onderzocht. Het onderzoek wees uit dat het niet om een galgenheuvel, maar om een grafheuvel ging. Bij het onderzoek is de kern echter niet verstoord. Het Vorstengraf ligt op het hoogste punt in de wijde omgeving. De ligging en grootte van de grafheuvel doen vermoeden dat het de rustplaats is van een belangrijk persoon uit de late brons- of vroege ijzertijd in Nederland. Na een onderzoek van de bodemstructuur wordt het zeer waarschijnlijk geacht dat de Vorstengrafheuvel op een oudere grafheuvel is aangelegd.
In de Tweede Wereldoorlog werd een mitrailleursnest in de heuvel ingegraven en er werden loopgraven in het gebied aangelegd. Nabij het Vorstengraf staat een monument voor verzetsstrijders uit de Tweede Wereldoorlog. Zeven verzetsstrijders werden op 1 mei 1943 gefusilleerd en hun lijken werden in 1946 in een massagraf teruggevonden.
Prinses Margriet bezocht het Vorstengraf in 2000.

## Grafveld
Op het landgoed lag een honderdtal kleinere grafheuvels. Rond 1910 werden opgravingen verricht in het Hamertgrafveld (ca. 40.000 m²) onder leiding van Jan Hendrik Holwerda. Er is aardewerk aangetroffen uit de laat-neolithische klokbekercultuur en een Kalenderberg-urn van de vroege IJzertijd. De grafheuvels dateerden vanaf de Hallstattperiode tot de Romeinse tijd, waarbij Gallische maar ook Germaanse invloeden aanwezig zijn. Waarschijnlijk was het grafveld nog in gebruik toen de Romeinse legioenen in het gebied arriveerden. De vondsten zijn overgebracht naar het Rijksmuseum van Oudheden in Leiden.
De gronden aan de oostkant van De Hamert zijn in de jaren 1930 echter ontgonnen. Hierdoor is het Vorstengraf (voor zover bekend) de enig overgebleven grafheuvel op het landgoed.